# スーパーマン:ピース・オン・アース
『スーパーマン:ピース・オン・アース』(Superman: Peace on Earth)は、1998年にDCコミックスから出版されたポール・ディニ原作、アレックス・ロス作画によるアメリカン・コミックス。スーパーマンは自らの力を世界中の貧困問題の解決に役立てようとするが、スーパーマンの力をもってしても解決できない現実に直面する。

## あらすじ
スーパーマンはクリスマスの時期にツリーを飾り付けた後、賑やかな街の片隅で空腹で倒れている女性を助ける。この事が世界の飢餓の深刻さを知る切っ掛けとなった。スーパーマンは国際連合ヘ赴き、世界中の飢餓に苦しむ地域へ運ぶため、余剰穀物の提供と協力を提案する。唐突な提案に論争となるが、最終的に多くの支持を集め受諾される。食料や余剰穀物を詰めたコンテナをスーパーマンは世界中へ運んでいく。
送り届けた先の地域ごとに様々な反応があった。提供に感謝する人、スーパーマンの行為を賞賛する人、一度限りになるのではと恐れる人。紛争地域を訪れた際には、武装した政府軍から警告を受けた。それでも活動を続けるスーパーマンに対して、ついに撃墜させようと化学兵器が組み込まれたミサイルを発射する。毒ガスの拡散を防ぐためスーパーマンは竜巻を起こして宇宙空間へ送り込むが、コンテナは壊れ、穀物が汚染されてしまっていた。この「スーパーマンの失敗」は世界中で報道され、スーパーマンも活動を中断してしまう。
スーパーマンは、育ての父親であるジョナサン・ケントの教えを思い返し、人々にとって本当に必要なことは何かと改めて考える。

## 書誌情報

### 翻訳版
- 『スーパーマン:ピース・オン・アース』 2000年6月発売 小学館プロダクション刊 ISBN 978-4-7968-4105-4
- 『DCスーパーヒーローズ』 2011年12月発売 小学館プロダクション刊 ISBN 978-4-7968-7102-0

### 原語版
- 『Superman: Peace On Earth』 1998年11月発売 ISBN 978-1563894640
- 『The World's Greatest Super-Heroes』 2005年8月発売[2] ISBN 978-1401202545
- 『The World's Greatest Super-Heroes』 2010年9月発売[3] ISBN 978-1401202552